# Szwajcaria na Zimowych Igrzyskach Olimpijskich Młodzieży 2012
Szwajcarię na Zimowych Igrzyskach Olimpijskich Młodzieży 2012, które odbywały się w Innsbrucku reprezentowało 26 zawodników.

## Skład reprezentacji Szwajcarii

### Biathlon
Chłopcy
| Zawodnicy         | Konkurencja    | Bieg    | Bieg       | Miejsce |
| Zawodnicy         | Konkurencja    | Czas    | Strzelanie | Miejsce |
| ----------------- | -------------- | ------- | ---------- | ------- |
| Jules Cuenot      | Sprint         | 21:18.4 | 2+2        | 18.     |
| Jules Cuenot      | Bieg pościgowy | 32:15.3 | 2+1+3+2    | 18.     |
| Kenneth Schoepfer | Sprint         | 22:14.2 | 1+3        | 26.     |
| Kenneth Schoepfer | Bieg pościgowy | 32:01.5 | 0+0+2+1    | 17.     |

Dziewczęta
| Zawodniczki   | Konkurencja    | Bieg    | Bieg       | Miejsce |
| Zawodniczki   | Konkurencja    | Czas    | Strzelanie | Miejsce |
| ------------- | -------------- | ------- | ---------- | ------- |
| Sarah Beaudry | Sprint         | 19:33.4 | 2+1        | 20.     |
| Sarah Beaudry | Bieg pościgowy | 31:32.1 | 1+0+1+2    | 16.     |

### Biegi narciarskie
Chłopcy
| Zawodnik      | Konkurencja   | Kwalifikacje | Kwalifikacje | Ćwierćfinał | Ćwierćfinał | Półfinał | Półfinał | Finał         | Finał         |
| Zawodnik      | Konkurencja   | Wynik        | Miejsce      | Wynik       | Miejsce     | Wynik    | Miejsce  | Wynik         | Miejsce       |
| ------------- | ------------- | ------------ | ------------ | ----------- | ----------- | -------- | -------- | ------------- | ------------- |
| Jason Rueesch | Sprint        | 1:45.81      | 8 Q          | 1:46.1      | 2. Q        | 1:58.2   | 5.       | Nie awansował | Nie awansował |
| Jason Rueesch | Bieg na 10 km |              |              |             |             |          |          | 31:10.4       | 11.           |

Dziewczęta
| Zawodniczka       | Konkurencja  | Kwalifikacje | Kwalifikacje | Ćwierćfinał | Ćwierćfinał | Półfinał | Półfinał | Finał          | Finał          |
| Zawodniczka       | Konkurencja  | Wynik        | Miejsce      | Wynik       | Miejsce     | Wynik    | Miejsce  | Wynik          | Miejsce        |
| ----------------- | ------------ | ------------ | ------------ | ----------- | ----------- | -------- | -------- | -------------- | -------------- |
| Nadine Faehndrich | Sprint       | 2:00.01      | 6. Q         | 2:01.7      | 2. Q        | 2:01.1   | 4.       | Nie awansowała | Nie awansowała |
| Nadine Faehndrich | Bieg na 5 km |              |              |             |             |          |          | 15:56.6        | 10.            |

Sztafeta mieszana z biathlonem
| Zawodnicy                                                       | Konkurencja                    | Bieg      | Bieg       | Miejsce |
| Zawodnicy                                                       | Konkurencja                    | Czas      | Strzelanie | Miejsce |
| --------------------------------------------------------------- | ------------------------------ | --------- | ---------- | ------- |
| Aita Gasparin Nadine Faehndrich Kenneth Schoepfer Jason Rueesch | Sztafeta mieszana z biathlonem | 1:05:36.0 | 0+5        | 4.      |

### Curling

#### Miksty
| Czwarty/-a      | Trzeci/-a   | Drugi/-a     | Otwierający/-a |
| --------------- | ----------- | ------------ | -------------- |
| Michael Brunner | Elena Stern | Romano Meier | Lisa Gisler    |

##### Klasyfikacja
| #  | Kraj              | W | P |
| -- | ----------------- | - | - |
| 1  | Szwajcaria        | 9 | 1 |
| 2  | Włochy            | 6 | 4 |
| 3  | Kanada            | 7 | 3 |
| 4  | Szwecja           | 7 | 3 |
| 5  | Stany Zjednoczone | 7 | 1 |
| 6  | Czechy            | 4 | 4 |
| 7  | Japonia           | 4 | 4 |
| 8  | Norwegia          | 4 | 5 |
| 9  | Chiny             | 3 | 5 |
| 10 | Wielka Brytania   | 3 | 4 |
| 11 | Rosja             | 3 | 4 |
| 12 | Korea Południowa  | 2 | 5 |
| 13 | Nowa Zelandia     | 2 | 5 |
| 14 | Austria           | 2 | 5 |
| 15 | Niemcy            | 1 | 6 |
| 16 | Estonia           | 1 | 6 |

| Grupa niebieska | Grupa niebieska   | Grupa niebieska | Grupa niebieska |
| #               | Kraj              | W               | P               |
| --------------- | ----------------- | --------------- | --------------- |
| 1               | Stany Zjednoczone | 7               | 0               |
| 2               | Szwajcaria        | 6               | 1               |
| 3               | Czechy            | 4               | 3               |
| 4               | Chiny             | 3               | 4               |
|                 | Norwegia          | 3               | 4               |
| 6               | Korea Południowa  | 2               | 5               |
| 7               | Nowa Zelandia     | 2               | 5               |
| 8               | Estonia           | 1               | 6               |

Round Robin
| Tor | Kraj | Kraj          | 1 | 2 | 3 | 4 | 5 | 6 | 7 | 8 | Ogółem |
| B   |      | Szwajcaria    | 1 | 1 | 0 | 1 | 0 | 2 | 1 | x | 6      |
| B   |      | Nowa Zelandia | 0 | 0 | 1 | 0 | 1 | 0 | 0 | x | 2      |

| Tor | Kraj | Kraj       | 1 | 2 | 3 | 4 | 5 | 6 | 7 | 8 | Ogółem |
| C   |      | Norwegia   | 0 | 0 | 2 | 0 | 0 | 0 | x | x | 2      |
| C   |      | Szwajcaria | 2 | 1 | 0 | 3 | 1 | 1 | x | x | 8      |

| Tor | Kraj | Kraj       | 1 | 2 | 3 | 4 | 5 | 6 | 7 | 8 | Ogółem |
| A   |      | Szwajcaria | 1 | 3 | 3 | 3 | 2 | 0 | x | x | 12     |
| A   |      | Estonia    | 0 | 0 | 0 | 0 | 0 | 1 | x | x | 1      |

| Tor | Kraj | Kraj              | 1 | 2 | 3 | 4 | 5 | 6 | 7 | 8 | Ogółem |
| D   |      | Stany Zjednoczone | 2 | 0 | 1 | 0 | 0 | 2 | 0 | 1 | 6      |
| D   |      | Szwajcaria        | 0 | 2 | 0 | 1 | 0 | 0 | 1 | 0 | 4      |

| Tor | Kraj | Kraj       | 1 | 2 | 3 | 4 | 5 | 6 | 7 | 8 | Ogółem |
| A   |      | Chiny      | 1 | 0 | 0 | 1 | 0 | 1 | 0 | x | 3      |
| A   |      | Szwajcaria | 0 | 1 | 1 | 0 | 1 | 0 | 4 | x | 7      |

| Tor | Kraj | Kraj             | 1 | 2 | 3 | 4 | 5 | 6 | 7 | 8 | Ogółem |
| B   |      | Korea Południowa | 0 | 0 | 0 | 1 | 0 | 1 | 0 | x | 2      |
| B   |      | Szwajcaria       | 1 | 0 | 1 | 0 | 3 | 0 | 1 | x | 6      |

17 stycznia 2012
| Tor | Kraj | Kraj       | 1 | 2 | 3 | 4 | 5 | 6 | 7 | 8 | Ogółem |
| D   |      | Szwajcaria | 0 | 1 | 4 | 0 | 2 | 0 | 1 | x | 8      |
| D   |      | Czechy     | 0 | 0 | 0 | 1 | 0 | 3 | 0 | x | 4      |

| Tor | Kraj | Kraj       | 1 | 2 | 3 | 4 | 5 | 6 | 7 | 8 | Ogółem |
| D   |      | Szwajcaria | 0 | 0 | 0 | 0 | 0 | 3 | 0 | 1 | 4      |
| D   |      | Japonia    | 0 | 0 | 1 | 1 | 0 | 0 | 1 | 0 | 3      |

| Tor | Kraj | Kraj       | 1 | 2 | 3 | 4 | 5 | 6 | 7 | 8 | Ogółem |
| A   |      | Szwajcaria | 3 | 0 | 2 | 0 | 5 | 0 | x | x | 10     |
| A   |      | Szwecja    | 0 | 1 | 0 | 2 | 0 | 1 | x | x | 4      |

Finał
18 stycznia 2012
| Tor | Kraj | Kraj       | 1 | 2 | 3 | 4 | 5 | 6 | 7 | 8 | Ogółem |
| C   |      | Szwajcaria | 2 | 0 | 2 | 0 | 1 | 0 | 1 | x | 6      |
| C   |      | Włochy     | 0 | 1 | 0 | 2 | 0 | 1 | 0 | x | 4      |

#### Pary mieszane
| Drużyna | Kobieta            | Mężczyzna       | Rezultat |
| ------- | ------------------ | --------------- | -------- |
| 1       | Nicole Muskatewitz | Michael Brunner | Finał    |
| 9       | Elena Stern        | Sander Rõuk     | Runda 1  |
| 17      | Lisa Gisler        | Mathias Genner  | Runda 1  |
| 25      | Eleanor Adviento   | Romano Meier    | Runda 1  |

Runda 1
| Tor | Drużyna | Drużyna               | 1 | 2 | 3 | 4 | 5 | 6 | 7 | 8 | Ogółem |
| A   |         | Muskatewitz / Brunner | 0 | 2 | 0 | 2 | 0 | 2 | 1 | 1 | 8      |
| A   |         | Anderson / Go         | 1 | 0 | 4 | 0 | 1 | 0 | 0 | 0 | 6      |

| Tor | Drużyna | Drużyna            | 1 | 2 | 3 | 4 | 5 | 6 | 7 | 8 | Ogółem |
| A   |         | Stern / Rõuk       | 2 | 0 | 0 | 0 | 1 | 0 | x | x | 3      |
| A   |         | Werenich / Dropkin | 0 | 2 | 1 | 4 | 0 | 6 | x | x | 13     |

| Tor | Drużyna | Drużyna         | 1 | 2 | 3 | 4 | 5 | 6 | 7 | 8 | Ogółem |
| A   |         | Gisler / Genner | 0 | 0 | 0 | 1 | 0 | 1 | 0 | x | 2      |
| A   |         | Yang / Howell   | 3 | 1 | 2 | 0 | 3 | 0 | 1 | x | 10     |

| Tor | Drużyna | Drużyna            | 1 | 2 | 3 | 4 | 5 | 6 | 7 | 8 | 9 | Ogółem |
| A   |         | Adviento / Meier   | 2 | 0 | 1 | 0 | 1 | 0 | 3 | 0 | 0 | 7      |
| A   |         | Anderson / Menzies | 0 | 1 | 0 | 2 | 0 | 2 | 0 | 2 | 1 | 8      |

| Tor | Drużyna | Drużyna               | 1 | 2 | 3 | 4 | 5 | 6 | 7 | 8 | Ogółem |
| C   |         | Muskatewitz / Brunner | 1 | 1 | 1 | 1 | 1 | 0 | 1 | x | 6      |
| C   |         | Backe / Wang          | 0 | 0 | 0 | 0 | 0 | 1 | 0 | x | 1      |

| Tor | Drużyna | Drużyna               | 1 | 2 | 3 | 4 | 5 | 6 | 7 | 8 | Ogółem |
| B   |         | Hruzova / Waskow      | 1 | 1 | 0 | 0 | 0 | 1 | 0 | 0 | 3      |
| B   |         | Muskatewitz / Brunner | 0 | 0 | 1 | 2 | 1 | 0 | 3 | 1 | 8      |

| Tor | Drużyna | Drużyna               | 1 | 2 | 3 | 4 | 5 | 6 | 7 | 8 | Ogółem |
| A   |         | Muskatewitz / Brunner | 1 | 1 | 0 | 2 | 0 | 3 | 0 | x | 7      |
| A   |         | Werenich / Dropkin    | 0 | 0 | 1 | 0 | 1 | 0 | 1 | x | 3      |

| Tor | Drużyna | Drużyna               | 1 | 2 | 3 | 4 | 5 | 6 | 7 | 8 | Ogółem |
| C   |         | Muskatewitz / Brunner | 3 | 2 | 0 | 4 | 0 | 4 | x | x | 13     |
| C   |         | Kim / Sesaker         | 0 | 0 | 1 | 0 | 1 | 0 | x | x | 2      |

### Kombinacja norweska
Chłopcy
| Zawodnik       | Konkurencja   | Skok   | Skok    | Bieg   | Bieg       | Razem   | Razem   |
| Zawodnik       | Konkurencja   | Punkty | Pozycja | Strata | Czas biegu | Czas    | Miejsce |
| -------------- | ------------- | ------ | ------- | ------ | ---------- | ------- | ------- |
| Jan Kirchhofer | Indywidualnie | 125.7  | 7.      | 0:47   | 27:52.8    | 28:39.8 | 9.      |

### Łyżwiarstwo figurowe
| Zawodnik          | Konkurencja | Program krótki | Program krótki | Program dowolny | Program dowolny | Razem  | Miejsce |
| Zawodnik          | Konkurencja | Punkty         | Miejsce        | Punkty          | Miejsce         | Razem  | Miejsce |
| ----------------- | ----------- | -------------- | -------------- | --------------- | --------------- | ------ | ------- |
| Nicola Todeschini | Soliści     | 44.02          | 9.             | 84.96           | 11.             | 128.98 | 10.     |
| Tina Stuerzinger  | Solistki    | 40.63          | 8.             | 72.92           | 8.              | 113.55 | 8.      |

Zawody mieszane
| Drużyna                                                               | Konkurencja     | Soliści   | Soliści | Soliści | Solistki  | Solistki | Solistki | Pary taneczne | Pary taneczne | Pary taneczne | Razem | Miejsce |
| Drużyna                                                               | Konkurencja     | Punktacja | Pozycja | Punkty  | Punktacja | Pozycja  | Punkty   | Punktacja     | Pozycja       | Punkty        | Razem | Miejsce |
| --------------------------------------------------------------------- | --------------- | --------- | ------- | ------- | --------- | -------- | -------- | ------------- | ------------- | ------------- | ----- | ------- |
| Feodosij Efremenkow Tina Stuerzinger Millie Paterson/Edward Carstairs | Zawody mieszane | 117.13    | 1.      | 8       | 73.46     | 5.       | 4        | 44.02         | 8.            | 1             | 13    | 5.      |

### Narciarstwo alpejskie
Chłopcy
| Zawodnicy      | Konkurencja     | Wyniki  | Wyniki       | Wyniki       | Wyniki       |
| Zawodnicy      | Konkurencja     | Runda 1 | Runda 2      | Razem        | Miejsce      |
| -------------- | --------------- | ------- | ------------ | ------------ | ------------ |
| Ian Gut        | Slalom          | 46.96   | Nie ukończył | Nie ukończył | Nie ukończył |
| Ian Gut        | Slalom gigant   | 1:00.15 | 55.39        | 1:55.54      | 10.          |
| Ian Gut        | Supergigant     |         |              | 1:06.06      | 13.          |
| Ian Gut        | Superkombinacja | 1:05.47 | Nie ukończył | Nie ukończył | Nie ukończył |
| Sandro Simonet | Slalom          | 38.62   | 39.74        | 1:18.36      |              |
| Sandro Simonet | Slalom gigant   | 57.46   | 54.87        | 1:52.33      |              |
| Sandro Simonet | Supergigant     |         |              | 1:05.71      | 11.          |
| Sandro Simonet | Superkombinacja | 1:04.33 | 37.12        | 1:41.45      |              |

Dziewczęta
| Zawodniczki    | Konkurencja     | Wyniki  | Wyniki        | Wyniki        | Wyniki        |
| Zawodniczki    | Konkurencja     | Runda 1 | Runda 2       | Razem         | Miejsce       |
| -------------- | --------------- | ------- | ------------- | ------------- | ------------- |
| Luana Fluetsch | Slalom          | 41.61   | Nie ukończyła | Nie ukończyła | Nie ukończyła |
| Luana Fluetsch | Slalom gigant   | 58.70   | 59.71         | 1:58.41       | 8.            |
| Luana Fluetsch | Supergigant     |         |               | 1:06.99       | 10.           |
| Luana Fluetsch | Superkombinacja | 1:06.01 | 36.53         | 1:42.54       | 7.            |
| Jasmina Suter  | Slalom          | 42.38   | 39.26         | 1:21.64       | 4.            |
| Jasmina Suter  | Slalom gigant   | 57.74   | 58.71         | 1:56.45       |               |
| Jasmina Suter  | Supergigant     |         |               | Nie ukończyła | Nie ukończyła |
| Jasmina Suter  | Superkombinacja | 1:05.84 | Nie ukończyła | Nie ukończyła | Nie ukończyła |

Drużynowy slalom równoległy
| Zawodnicy                                           | Konkurencje                 | Ćwierćfinał      | Półfinał       | Finał          | Miejsce        |
| --------------------------------------------------- | --------------------------- | ---------------- | -------------- | -------------- | -------------- |
| Jasmina Suter Ian Gut Luana Fluetsch Sandro Simonet | Drużynowy slalom równoległy | Norwegia · P 1-2 | Nie awansowali | Nie awansowali | Nie awansowali |

### Narciarstwo dowolne
Chłopcy
| Zawodnicy      | Konkurencja | Kwalifikacje | Kwalifikacje | Ćwierćfinał | Ćwierćfinał | Półfinał  | Półfinał  | Finał     | Finał     |
| Zawodnicy      | Konkurencja | Czas         | Miejsce      | Czas        | Miejsce     | Czas      | Miejsce   | Czas      | Miejsce   |
| -------------- | ----------- | ------------ | ------------ | ----------- | ----------- | --------- | --------- | --------- | --------- |
| Kai Mahler     | Halfpipe    | 76.50        | 2 Q          |             |             |           |           | 95.00     |           |
| Vincent Gentet | Ski cross   | 59.45        | 12.          | Anulowane   | Anulowane   | Anulowane | Anulowane | Anulowane | Anulowane |

Dziewczęta
| Zawodniczki    | Konkurencja | Kwalifikacje | Kwalifikacje | Ćwierćfinał | Ćwierćfinał | Półfinał  | Półfinał  | Finał     | Finał     |
| Zawodniczki    | Konkurencja | Czas         | Miejsce      | Czas        | Miejsce     | Czas      | Miejsce   | Czas      | Miejsce   |
| -------------- | ----------- | ------------ | ------------ | ----------- | ----------- | --------- | --------- | --------- | --------- |
| Alexia Bonelli | Halfpipe    | 53.50        | 6 Q          |             |             |           |           | 47.75     | 6.        |
| Emilie Benz    | Ski cross   | 58.82        |              | Anulowane   | Anulowane   | Anulowane | Anulowane | Anulowane | Anulowane |

### Saneczkarstwo
Chłopcy
| Zawodnicy     | Konkurencja | Finał   | Finał   | Finał    | Finał   |
| Zawodnicy     | Konkurencja | Ślizg 1 | Ślizg 2 | Razem    | Miejsce |
| ------------- | ----------- | ------- | ------- | -------- | ------- |
| Chritian Maag | Jedynki     | 40.130  | 40.074  | 1:20.204 | 8.      |

### Skeleton
Chłopcy
| Zawodnik     | Konkurencja | Finał   | Finał   | Finał   | Finał   |
| Zawodnik     | Konkurencja | Ślizg 1 | Ślizg 2 | Łącznie | miejsce |
| ------------ | ----------- | ------- | ------- | ------- | ------- |
| Sacha Berger | ślizg       | 59.02   | 58.66   | 1:57.68 | 5.      |

### Skoki narciarskie
Chłopcy
| Zawodnik      | Konkurencja   | Runda 1   | Runda 1 | Runda 2   | Runda 2 | Razem  | Razem   |
| Zawodnik      | Konkurencja   | Odległość | Punkty  | Odległość | Punkty  | Punkty | Miejsce |
| ------------- | ------------- | --------- | ------- | --------- | ------- | ------ | ------- |
| Killian Peier | Indywidualnie | 71.5 m    | 119.9   | 70.5 m    | 117.0   | 236.9  | 9.      |

### Snowboard
Chłopcy
| Zawodnicy        | Konkurencja | Kwalifikacje | Kwalifikacje | Kwalifikacje | Półfinał        | Półfinał        | Półfinał | Finał         | Finał         | Finał         |
| Zawodnicy        | Konkurencja | Zjazd 1      | Zjazd 2      | Miejsce      | Zjazd 1         | Zjazd 2         | Miejsce  | Zjazd 1       | Zjazd 2       | Miejsce       |
| ---------------- | ----------- | ------------ | ------------ | ------------ | --------------- | --------------- | -------- | ------------- | ------------- | ------------- |
| Lucas Baume      | Halfpipe    | 31.75        | 62.25        | 6 q          | Nie wystartował | Nie wystartował | -        | Nie awansował | Nie awansował | Nie awansował |
| Lucas Baume      | Slopestyle  | 79.25        | 29.25        | 3 Q          |                 |                 |          | 51.25         | 57.25         | 10.           |
| David Habluetzel | Halfpipe    | 78.25        | 82.75        | 3 Q          |                 |                 |          | 49.00         | 80.25         | 5.            |
| David Habluetzel | Slopestyle  | 75.00        | 68.75        | 4 Q          |                 |                 |          | 57.75         | 87.50         |               |

Dziewczęta
| Zawodniczki  | Konkurencja | Kwalifikacje | Kwalifikacje | Kwalifikacje | Półfinał       | Półfinał       | Półfinał       | Finał          | Finał          | Finał          |
| Zawodniczki  | Konkurencja | Zjazd 1      | Zjazd 2      | Miejsce      | Zjazd 1        | Zjazd 2        | Miejsce        | Zjazd 1        | Zjazd 2        | Miejsce        |
| ------------ | ----------- | ------------ | ------------ | ------------ | -------------- | -------------- | -------------- | -------------- | -------------- | -------------- |
| Celia Petrig | Halfpipe    | 31.50        | 41.75        | 10.          | Nie awansowała | Nie awansowała | Nie awansowała | Nie awansowała | Nie awansowała | Nie awansowała |
| Celia Petrig | Slopestyle  | 79.50        | 32.75        | 2 Q          |                |                |                | 62.00          | 40.75          | 4.             |